# Wormaldia arriba
Wormaldia arriba là một loài Trichoptera trong họ Philopotamidae. Chúng phân bố ở miền Cổ bắc.